# Vauchelles-les-Quesnoy
Vauchelles-les-Quesnoy – miejscowość i gmina we Francji, w regionie Hauts-de-France, w departamencie Somma.
Według danych na rok 2011 gminę zamieszkiwały 853 osoby, a gęstość zaludnienia wynosiła 139 osób/km² (wśród 2293 gmin Pikardii Vauchelles-les-Quesnoy plasuje się na 322. miejscu pod względem liczby ludności, natomiast pod względem powierzchni na miejscu 771.).